# Peter Horn (Politiker)
Peter Horn (* 15. April 1891 in Köln; † 26. Juni 1967 in Frankfurt am Main) war ein deutscher Politiker (Zentrum, CDU).

## Leben und Beruf
Nach der Volksschule besuchte Horn eine kaufmännische Fortbildungsschule und war bis 1924 kaufmännischer Angestellter bei der Kölner Maschinen-Industrie. Anschließend war er bis 1936 Referent im geschäftsführenden Vorstand des Verbandes katholischer kaufmännischer Vereinigungen Deutschlands. Von 1928 bis zur Machtübernahme der Nationalsozialisten 1933 leitete er auch die politisch-parlamentarische Verbindungsstelle des Verbandes in Berlin. Ab 1937 war Horn Geschäftsführer der Barmer Ersatzkasse für Hessen.
Peter Horn war verheiratet mit Gertrud Horn, geborene Nöthen und Vater von fünf Kindern.

## Partei
In der Weimarer Republik gehörte Horn dem Zentrum an. Er war dort zunächst Bezirksgruppenvorsitzender in Köln und später Mitglied des Vorstandes des Zentrums im Reichstagswahlkreis Berlin sowie Bezirksvorsitzender in Berlin-Steglitz. Außerdem leitete er den Rheinischen Angestelltenbeirat der Partei und war zweiter Vorsitzender des Reichs-Angestelltenbeirats.
Nach 1945 beteiligte Horn sich an der Gründung der CDU. Ab 1947 war er Vorsitzender des Kreisverbandes Frankfurt am Main.

## Abgeordneter
Von 1946 bis 1950 war Horn Stadtverordneter in Frankfurt und ab 1947 Vorsitzender der CDU-Fraktion in der Stadtverordnetenversammlung.
Horn war 1947 bis 1949 Mitglied des Wirtschaftsrates und dort Vorsitzender des Ausschusses für das Post- und Fernmeldewesen und stellvertretender Vorsitzender der CDU/CSU-Fraktion. 1950 war er für einige Monate Abgeordneter im Hessischen Landtag.
Horn gehörte dem Deutschen Bundestag vom 10. Juni 1950, als er für Hans Schlange-Schöningen nachrückte, bis 1965 an. 1953 und 1957 wurde er im Wahlkreis Frankfurt I direkt und 1961 über die hessische Landesliste seiner Partei ins Parlament gewählt. Er war sozialpolitischer Sprecher der CDU/CSU-Fraktion und gehörte der Arbeitnehmergruppe der Unionsfraktion an. Als Vorsitzender des Fraktionsarbeitskreises für Sozialfragen gehörte er 1953 bis 1961 zum engeren Fraktionsvorstand. 1957 bis 1965 war er auch stellvertretender Vorsitzender des Bundestagsausschusses für Sozialpolitik. Er war insbesondere an der Konzeptionierung des Kindergeldes beteiligt.

## Auszeichnungen
Im April 1958 erhielt Peter Horn das Große Verdienstkreuz des Verdienstordens der Bundesrepublik Deutschland durch Bundespräsident Theodor Heuss.
Am 30. Juni 1958 wurde Peter Horn durch Papst Pius XII. zum Ritter des Ordens des hl. Papstes Silvester ernannt, da Horn sich „um das Wohl und Gedeihen der Kirche und der katholischen Sache gut verdient gemacht“ hat.

## Veröffentlichungen
- Horn, Peter und Bruno Hessenmüller: CDU-Verantwortung im Zweizonen-Wirtschaftrat. In: Politisches Jahrbuch der CDU/CSU. Frankfurt am Main, 1950, Seiten 106 ff.